# Salim Khelifi
Salim Khelifi (* 26. Januar 1994 in Lausanne) ist ein Schweizer Fussballspieler tunesischer Herkunft. Der Mittelfeldspieler stand zuletzt bei Perth Glory unter Vertrag.

## Karriere

### Verein
Khelifi spielte bis 2014 beim FC Lausanne-Sport, wo er mit ansprechenden Leistungen auf sich aufmerksam zu machen wusste.
Am 30. Januar 2014 wurde bekannt gegeben, dass der deutsche Erstligist Eintracht Braunschweig Khelifi bis Juni 2018 verpflichtet habe. Sein Bundesliga-Debüt gab er bei der 0:1-Heimniederlage gegen den FC Augsburg (33. Spieltag), bei der er in der 88. Minute für Karim Bellarabi eingewechselt wurde. In den ersten anderthalb Jahren in Braunschweig kam Salim Khelifi insgesamt jedoch kaum zum Zug. Er erhielt zehn Einsätze. In seiner zweiten Zweitligasaison konnte Khelifi jedoch aufgrund einer guten Sommervorbereitung einen Stammplatz in der Startelf erlangen. Er erzielte acht Tore in 32 Ligaspielen.
Zur Saison 2019/20 wechselte er in die 2. Bundesliga für ein Jahr auf Leihbasis zu Holstein Kiel. Dort bestritt er 8 von 31 möglichen Ligaspielen sowie ein Pokalspiel.
Nach Ablauf dieser Ausleihe kehrte er zur neuen Saison 2020/21 wieder zum FC Zürich zurück, wo sein Vertrag Mitte September 2020 um ein Jahr bis Sommer 2022 verlängert wurde.

### Nationalmannschaft
Nachdem er von der U17 bis zur U21 in den Nachwuchsnationalmannschaften der Schweiz gespielt hatte, entschied er sich bei der A-Nationalmannschaft für Tunesien, für die er 2019 zwei Freundschaftsspiele bestritt.